# Alexei Michailowitsch Argamakow
Alexei Michailowitsch Argamakow (russisch Алексей Михайлович Аргамаков; * 1711; † 25. Januarjul. / 5. Februar 1757greg. in St. Petersburg) war ein russischer Staatsbeamter und erster Direktor der Universität Moskau.

## Leben
Argamakow war der einzige Sohn des Seneschalls Michail M. Argamakow und seiner Frau Anastassija Jermilowna Argamakowa, Hofdame der Herzogin von Kurland Anna Iwanowna. Argamakows Mutter heiratete nach dem Tode ihres Mannes 1720 den verwitweten Diplomaten Graf Andrei Artamonowitsch Matwejew. Argamakow wuchs in Moskau im Hause seines Stiefvaters auf, der ihn dann in das St. Petersburger Preobraschensker Leib-Garderegiment eintreten ließ. Er verließ das Regiment 1731 als Garde-Kapitan. Anschließend hörte er Vorlesungen an der Universität Genf über Mathematik, Rechtswissenschaft, Anatomie, Chirurgie und studierte die französische Sprache. Dann reiste er durch Deutschland, England, Italien, Frankreich und die Niederlande und kehrte 1735 nach St. Petersburg zurück. Er bat Anna Ioannowna um Aufnahme in den Staatsdienst, übernahm aber aus Gesundheitsgründen bis 1741 keinen Dienst.
1741 wurde Argamakow vom Präsidenten des Handelskollegiums Baron Karl Ludwig Mengden in die Putywler Tuchfabrik geschickt. Doch nach dem Umsturz Elisabeth Petrownas wurde Mengden verhaftet, und Argamakow war wieder ohne Dienst. Er bewarb sich vergeblich beim Kollegium für ausländische Angelegenheiten. Er heiratete Anna Ossipowna Sipjagina. Ihr einziger Sohn Wassili heiratete später die Schwester des Komödiendichters Dennis von Wiesen. Argamakow lebte mit der Familie im eigenen Haus auf der St. Petersburger Wassiljewski-Insel. In zweiter Ehe heiratete er Irina Jakowlewna Wassilewna, Tochter eines Podporutschiks des Moskauer Dragoner-Regiments, mit der er vier Söhne und drei Töchter bekam.
1748 trat er als Kollegienrat (VI. Rangklasse) in den Staatsdienst im Manufakturkollegium und kontrollierte die Aktivitäten der Manufakturen und Fabriken. 1754 wurde er zusätzlich Mitglied der Kommission für die Revision der Gesetze.
Mitte der 1750er Jahre beschloss Elisabeth Petrowna eine Reorganisation und Reformierung aller Institutionen des russischen Reiches. Argamakow erhielt den Auftrag, die Arbeit und die Situation in der Rüstkammer des Moskauer Kremls zu prüfen. In seinem Bericht an den Senat forderte er die umgehende Erstellung eines Inventarverzeichnisses und dessen laufende Aktualisierung und schlug den Bau eines neuen Gebäudes für die Rüstkammer vor. Nach dem Historiker Sergei Michailowitsch Solowjow qualifizierte ihn diese Arbeit als außerordentlichen Organisator.
Im Januar 1755 gründete Elisabeth Petrowna die Universität Moskau und berief Argamakow auf Empfehlung Iwan Iwanowitsch Schuwalows zum ersten Direktor dieser neuen Universität. Argamakow verwaltete das Budget der Universität und vermittelte unermüdlich zwischen der Universität und dem Kurator in St. Petersburg. Im Frühjahr 1755 eröffnete er den Unterricht im Gymnasium der Universität und lud die ersten Studenten aus der Moskauer Akademie zum Studium an der Universität ein. Im April 1756 wurde die Universitätsdruckerei eröffnet, die die Moskowskije Wedomosti druckte. Eine Universitätsbibliothek wurde aufgebaut, für die Argamakow einen Bibliotheksfonds bei der Akademie der Wissenschaften beantragte. Von dem Bergbauunternehmer Nikita Akinfijewitsch Demidow erhielt er eine Mineraliensammlung, die den Grundstock des Mineralienkabinetts der Universität bildete. Er kaufte die Ausstattung für ein Physikkabinett der Universität. Ein Senatsukas veranlasste den Kauf des Hauses von Pjotr Iwanowitsch Repnin für die Universität, womit die Ausdehnung der Universität begann. Im Oktober 1756 tagte zum ersten Mal die Universitätskonferenz unter Argamakows Vorsitz. Er gab mehrere seiner Leibeigenen frei, die dann Studenten oder Angestellte der Universität waren. Für den schnellen Universitätsaufbau gab er aus eigenen Mitteln zinslose Darlehen ohne Schuldscheine, was nach seinem plötzlichen Tod zu einer Finanzkrise der Universität führte. Argamakows Nachfolger als Direktor der Universität Moskau war Iwan Iwanowitsch Melissino.
Argamakow war einer der Wegbereiter der Freimaurerei in Moskau.
Argamakow reiste häufig nach St. Petersburg. Während seiner dann letzten Reise erkrankte er schwer und starb. Er wurde auf dem Lazarus-Friedhof des Alexander-Newski-Klosters in St. Petersburg begraben. Sein Grab ist nicht erhalten. 2005 wurde zum 250. Jahrestag der Gründung der Universität Moskau eine Marmorgedenktafel an der Friedhofsmauer angebracht.